# Macroramphosus scolopax
Macroramphosus scolopax (Linnaeus, 1758), conhecido pelo nome popular de apara-lápis, corneta ou trombeteiro, é um pequeno peixe actinopterígeo pelágico, da família Centriscidae da ordem dos Syngnathiformes. O peixe tem em média 12 cm de comprimento, mas pode atingir os 20 cm, sendo comum nas regiões costeiras temperadas e subtropicais dos oceanos Atlântico, Índico e Pacífico ocidental. É uma espécie gregária, formando grandes cardumes, preferindo profundidades entre os 25 e os 600 m, mas aproximando-se frequentemente da superfície.

## Descrição
M. scolopax é um pequeno peixe ósseo com 10–20 cm de comprimento, aparentado com os cavalos-marinhos e os peixes-camarão. Com a boca reduzida a uma estreita estrutura tubular, sugam as suas presas inteiras. Nadam lentamente, em geral movendo-se lateralmente na posição vertical, com a cabeça voltada para o fundo.
São peixes costeiros, distribuídos pelas águas temperadas, tropicais e subtropicais do Atlântico, Índico e Pacífico ocidental.
Na fase juvenil vivem na coluna de água e alimentam-se de pequenos animais planctónicos mantendo uma cor prateada que os torna menos conspícuos no ambiente oceânico, aparecendo frequentemente em cardumes mistos com a espécie Capros aper (o pimpim ou peixe-pau). Na fase adulta ganham uma tonalidade rosada e passam a viver perto do fundo, onde se alimentam de pequenos invertebrados.
A espécie é explorada comercialmente para a produção de farinhas de peixe e de suplementos proteicos. Serve ainda de alimento a diversas espécies de peixes que são alvo de importantes pescarias, entre os quais a merluza e a chaputa.